# Isobel
Isobel è una canzone della cantante islandese Björk ed è il secondo singolo tratto dall'album Post.

## Descrizione
La canzone parla di una donna di nome Isobel, che vive da sola ed è sposata con sé stessa.
La canzone non è stata un grande successo per Björk, ma è considerato un classico della cantante.
In occasione del Björk Orkestral, serie di concerti del 2021 in cui ha celebrato la sua carriera, Björk ha parlato della canzone, fornendo non soltanto l'interpretazione della storia, ma inserendola anche in un trittico all'interno del quale rappresenterebbe l'adolescenza — insieme a Human Behaviour (l'infanzia) e a Bachelorette (la maturità):
Parlando di tempistiche, Isobel era l’8% dell’album, quindi in un certo senso stavo rivelando quanto di me stessa sarebbe emerso in questo personaggio nel futuro, ma per il restante 92% volevo essere molti altri personaggi. Molti di loro nascosti. Ma forse tutta questa ironia ha un briciolo di verità e di sicuro la storia di una ragazza che lascia istintivamente ed impulsivamente l’Islanda per una fredda città calcolatrice non era poi così lontana…?»

## Video musicale
Il surreale video musicale, girato in bianco e nero, è stato diretto da Michel Gondry. La cantante suona il piano che è completamente pieno di tubi da cui fuoriesce acqua. Bambini giocano in acqua indossando maschere. Successivamente la cantante viene mostrata distesa lungo le sponde di un fiume, con addosso un vestito pieno di bulbi luminosi. Ad un certo punto inizia a prendere i bulbi dal suo vestito e piantarli nel terreno. I bulbi iniziano a crescere producendo degli incubatori che contengono degli aeroplani giocattolo. Quando gli aeroplani diventano abbastanza grandi, rompono gli incubatori e volano via. Allo stesso tempo dal terreno nascono grattacieli.

## Tracce

### CD 1
1. Isobel – 5:47
2. Charlene – 4:44
3. I Go Humble – 4:44
4. Venus as a Boy (Harpsichord) – 2:13

### CD 2
1. Isobel – 5:47
2. Isobel (Deodato Mix) – 6:09
3. Isobel (Siggtriplet Blunt Mix) – 4:49
4. Isobel (Goldie Remix) – 8:09

## Classifiche
| Classifica (1996) | Posizione massima |
| ----------------- | ----------------- |
| Finlandia         | 18                |
| Nuova Zelanda     | 47                |
| Regno Unito       | 23                |